# SN 2007mt
SN 2007mt – supernowa typu Ia-? odkryta 19 września 2007 roku w galaktyce A014556-0013. W momencie odkrycia miała maksymalną jasność 23,10m.